# Jeserija
Mavrska okrasna jeserija štukatura je delo uporabne umetnosti, ki so jo mavrski gradbeniki uporabljali v različnih obdobjih. Muslimanska tradicija je lahko izdelovala predvsem omet kot dekoracijo. V Španiji je najbolj znana tista v mošeji v Córdobi. Za nekatera od teh del je poznan tudi avtor, saj je pustil napis v frizu ali je znan iz dokumentacije ali celo navedbe v dokumentih inkvizicije.

## Tehnika
Za izvedbo tega dela so bile uporabljene različne tehnike:
- rezbarski nož ali tehnika: to je proces sejanje, gnetenje in oblikovanje mokre zmesi. Na koncu se opravi čiščenje in poliranje, da postane površina briljantna.
- kalup: se je veliko uporabljala za ponavljajoče frize ali napise na grobnicah ali stavbah, na prižnicah. Najprej se nariše vzorec v naravni velikosti in izdela kalup. Običajni so bili rastlinski vzorci ali epigrafi, končno lahko tudi pobarvana. Samo včasih obdelani z olji, da bi bili vodotesni.
- Oblikovanje z matrico

Mudéjar štukature so pogoste v deželi Kastilija in Leon, predvsem v dolini reke Douro in krajih regije Cerrato. Teme, ki se uporabljajo, so iz repertoarja hispano-muslimanske umetnosti, rastline ali rože, geometrijski vzorci ali arabska epigrafija, čeprav se najde tudi besedila v kastiljščini, latinščini in hebrejščini.